# Jack Haig
Jack Haig (Londres, Reino Unido, 5 de Janeiro de 1913 – Londres, Reino Unido, 4 de Julho de 1989) foi um ator inglês, tendo participado principalmente em comédia de televisão.
É mais conhecido pelo seu trabalho na série cómica de televisão 'Allo 'Allo! onde interpretava a personagem Monsieur LeClerc.

## Biografia
Haig foi visto numa longa lista de séries inglesas, tais como: Hugh and I, Dad's Army, Are You Being Served?, Terry and June entre outros. Participou igualmente na série de televisão Crossroads em meados de 1960, e ainda em alguns filmes ingleses.
O primeiro trabalho em televisão foi na comédia The One O'clock Show, na década de 1960, exibida todos os fim de semana no canal ITV.